# Racisme en Israël
 (mai 2025).
La mise en forme du texte ne suit pas les recommandations de Wikipédia : il faut le « wikifier ».
Les points d'amélioration suivants sont les cas les plus fréquents :
- Les titres sont pré-formatés par le logiciel. Ils ne sont ni en capitales, ni en gras.
- Le texte ne doit pas être écrit en capitales (les noms de famille non plus), ni en gras, ni en italique, ni en « petit »…
- Le gras n'est utilisé que pour surligner le titre de l'article dans l'introduction, une seule fois.
- L'italique est rarement utilisé : mots en langue étrangère, titres d'œuvres, noms de bateaux, etc.
- Les citations ne sont pas en italique mais en corps de texte normal. Elles sont entourées par des guillemets français : « et ».
- Les listes à puces sont à éviter, des paragraphes rédigés étant largement préférés. Les tableaux sont à réserver à la présentation de données structurées (résultats, etc.).
- Les appels de note de bas de page (petits chiffres en exposant, introduits par l'outil «  Source ») sont à placer entre la fin de phrase et le point final[comme ça].
- Les liens internes (vers d'autres articles de Wikipédia) sont à choisir avec parcimonie. Créez des liens vers des articles approfondissant le sujet. Les termes génériques sans rapport avec le sujet sont à éviter, ainsi que les répétitions de liens vers un même terme.
- Les liens externes sont à placer uniquement dans une section « Liens externes », à la fin de l'article. Ces liens sont à choisir avec parcimonie suivant les règles définies. Si un lien sert de source à l'article, son insertion dans le texte est à faire par les notes de bas de page.
- La présentation des références doit suivre les conventions bibliographiques. Il est recommandé d'utiliser les modèles {{Ouvrage}}, {{Chapitre}}, {{Article}}, {{Lien web}} et/ou {{Bibliographie}}. Le mode d'édition visuel peut mettre en forme automatiquement les références.
- Insérer une infobox (cadre d'informations à droite) n'est pas obligatoire pour parachever la mise en page.

Pour une aide détaillée, merci de consulter Aide:Wikification.
Si vous pensez que ces points ont été résolus, vous pouvez retirer ce bandeau et améliorer la mise en forme d'un autre article.
Le racisme en Israël englobe toutes les formes et manifestations de discrimination et de préjugés rencontrées dans le pays, indépendamment de la couleur de peau, des croyances, de la citoyenneté, du statut de résident ou de visiteur des individus concernés. Cependant, dans le contexte israélien, cette notion renvoie plus spécifiquement à plusieurs dimensions :
1. Le racisme dirigé contre les Arabes israéliens par les Juifs israéliens[1], qui constitue une composante majeure et bien documentée des tensions sociales.
2. Le racisme intra-juif, en particulier les discriminations subies par les Juifs éthiopiens et d'autres groupes ethniques juifs.
3. Le racisme historique et actuel envers les Juifs mizrahim[2], reflétant des hiérarchies ethniques profondément ancrées au sein de la société israélienne.
4. Le racisme exercé par les Arabes israéliens à l'encontre des Juifs israéliens, illustrant la complexité des relations intercommunautaires.

Le racisme exercé par les Juifs israéliens à l'encontre des Arabes en Israël se manifeste dans de nombreux domaines, tels que les politiques institutionnelles, les attitudes personnelles, les représentations médiatiques, l'éducation, les droits d'immigration, le logement, la vie sociale et les politiques juridiques. Par ailleurs, certains membres de la population juive ashkénaze en Israël sont également accusés de tenir des attitudes discriminatoires envers d'autres groupes juifs, notamment les Juifs éthiopiens, indiens, mizrahim et séfarades.
Bien que les mariages interethniques entre Ashkénazes et Séfarades/Mizrahim soient de plus en plus fréquents et que l'intégration sociale progresse, des disparités persistent. Les Juifs éthiopiens, en particulier, ont fait face à des discriminations significatives de la part des communautés juives non noires. Leur situation sociale a été comparée à celle de certains groupes d'immigrants européens, comme les Polonais et les Italiens, qui ont migré aux États-Unis à la fin du XIXe et au début du XXe siècle et qui ont progressivement traversé un processus de "blanchissement" dans leur nouveau contexte sociétal.
Ces dynamiques mettent en lumière la complexité des relations raciales et ethniques au sein de la société israélienne, où se croisent des facteurs historiques, culturels et systémiques.
Israël dispose de lois anti-discrimination étendues qui interdisent toute forme de discrimination, qu’elle soit exercée par des entités gouvernementales ou non, sur la base de la race, de la religion ou des convictions politiques. Ces lois prohibent également l’incitation au racisme. Par ailleurs, le gouvernement israélien et de nombreux groupes au sein du pays ont entrepris des efforts pour lutter contre le racisme. Israël est partie à la Convention internationale sur l'élimination de toutes les formes de discrimination raciale et signataire de la Convention contre la discrimination dans le domaine de l'éducation.
En octobre 2014, le président israélien Reuven Rivlin a déclaré, lors d’une réunion avec des universitaires, qu’il était temps pour Israël de tenir sa promesse en tant que terre d’égalité et de combattre l’épidémie de racisme. « La société israélienne est malade, et c’est notre devoir de traiter cette maladie », a affirmé Rivlin.
Ces déclarations et engagements illustrent une reconnaissance des défis auxquels le pays est confronté et la volonté de progresser vers une société plus égalitaire et inclusive.

## Incidence
Selon Sammy Smooha, professeur de sociologie à l’Université de Haïfa, la réponse à la question de savoir si le racisme existe en Israël dépend de la définition que l’on en donne. Si l’on adopte la définition de Pierre L. van den Berghe, selon laquelle le racisme doit être strictement limité aux croyances affirmant la supériorité d’une race biologique donnée, alors on peut parler d’ethnocentrisme en Israël, mais pas de racisme.
Selon d’autres définitions, le racisme est la croyance que l’appartenance à un groupe donné, qu’il soit ou non génétique ou biologique, détermine les qualités des individus. Avec cette définition, des opinions racistes peuvent être observées dans une partie de la population israélienne. Smooha ajoute que certains écrivains arabes et juifs accusent Israël de racisme, mais qu’ils utilisent ce terme de manière très vague.

## Groupes objets du racisme

### Le racisme a l'encontre des citoyens Arabes par les juifs israéliens

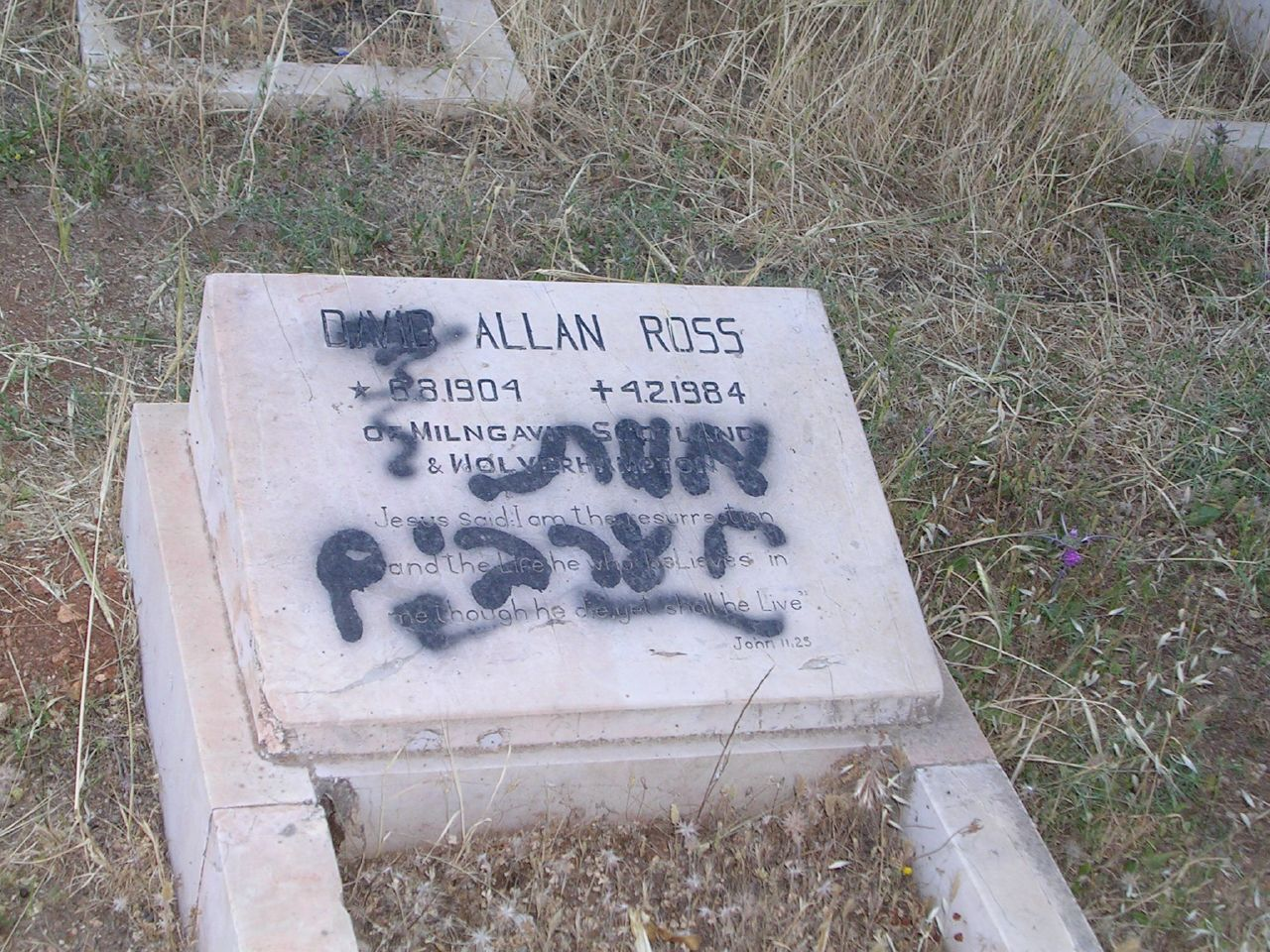
Tombe vandalisée. Le graffiti indique « mort aux Arabes » (מוות לערבים).

Le racisme à l'encontre des citoyens arabes d'Israël de la part de l'État israélien et de certains Juifs israéliens a été identifié par des critiques dans les attitudes personnelles, les médias, l'éducation, les droits d'immigration, la ségrégation du logement et la vie sociale. Presque toutes ces caractérisations ont été rejetées par l'État d'Israël. La Commission Or, mise en place pour expliquer les troubles d'octobre 2000 dans de nombreuses communautés arabes israéliennes, a conclu que : 

« L'État et les générations de ses gouvernements ont échoué en raison d'un manque de prise en charge globale et approfondie des graves problèmes créés par l'existence d'une grande minorité arabe à l'intérieur de l'État juif. La gestion du secteur arabe par le gouvernement a été principalement négligente et discriminatoire. L'établissement n'a pas montré une sensibilité suffisante aux besoins de la population arabe et n'a pas pris suffisamment de mesures pour allouer les ressources de l'État de manière égale. L'État n'a pas fait assez ou n'a pas suffisamment essayé de créer l'égalité pour ses citoyens arabes ou d'éradiquer les phénomènes discriminatoires ou injustes. »

Selon le rapport 2004 du Département d'État des États-Unis sur les pratiques en matière de droits de l'homme en Israël et dans les territoires occupés, le gouvernement israélien avait "peu fait pour réduire la discrimination institutionnelle, légale et sociétale à l'encontre des citoyens arabes du pays". Le rapport 2005 du Département d'État des États-Unis sur Israël a écrit : "[L]e gouvernement respecte généralement les droits de l'homme de ses citoyens ; cependant, il existe des problèmes dans certains domaines, notamment... la discrimination institutionnelle, légale et sociétale à l'encontre des citoyens arabes du pays. " Le rapport 2010 du Département d'État des États-Unis a précisé que la loi israélienne interdit la discrimination fondée sur la race et que le gouvernement appliquait effectivement ces interdictions. L'ancien député du Likoud et ministre de la Défense, Moshe Arens, a critiqué le traitement des minorités en Israël, affirmant qu'elles ne supportaient pas l'intégralité de l'obligation de citoyenneté israélienne, ni ne bénéficiaient des privilèges complets de la citoyenneté.
Israël est un État partie à la Convention internationale sur l'élimination de toutes les formes de discrimination raciale. Le rapport de 1998 du Comité des Nations unies pour l'élimination de la discrimination raciale a conclu que la Convention "n'est pas pleinement mise en œuvre en Israël et dans les territoires palestiniens occupés, et que cette lacune contribue de manière significative à l'escalade dangereuse des tensions dans la région". Le rapport a cependant noté positivement les mesures prises par Israël pour interdire les activités des partis politiques racistes, la modification de la loi sur l'égalité des chances en matière d'emploi, interdisant la discrimination dans le domaine du travail sur la base de l'origine ethnique, du pays d'origine, des croyances, des opinions politiques, de l'appartenance à un parti politique ou de l'âge, ainsi que les efforts israéliens pour réduire et, à terme, éradiquer l'écart économique et éducatif entre la majorité juive et la minorité arabe.
L'Association pour les droits civils en Israël (ACRI) a publié des rapports documentant le racisme en Israël, et le rapport de 2007 a suggéré que le racisme anti-arabe dans le pays était en augmentation. Une analyse du rapport le résume ainsi : "Plus des deux tiers des adolescents israéliens considèrent les Arabes comme moins intelligents, incultes et violents. Plus d'un tiers des adolescents israéliens ont peur des Arabes en général... Le rapport devient encore plus sombre, citant un sondage sur le racisme réalisé par l'ACRI en mars 2007, dans lequel 50 % des Israéliens interrogés ont déclaré qu'ils ne vivraient pas dans le même bâtiment que des Arabes, ne se lieraient pas d'amitié avec eux, ni ne permettraient à leurs enfants de se lier d'amitié avec des Arabes, et ne laisseraient pas entrer des Arabes dans leurs maisons." Le rapport de 2008 de l'ACRI indique que cette tendance à l'augmentation du racisme se poursuit. Un ministre israélien a qualifié le sondage de biaisé et non crédible. Le porte-parole du gouvernement israélien a répondu que le gouvernement israélien était "engagé dans la lutte contre le racisme chaque fois qu'il fait surface et est engagé en faveur de l'égalité totale pour tous les citoyens israéliens, indépendamment de leur ethnie, de leur croyance ou de leurs origines, comme le définit notre déclaration d'indépendance".
Un autre rapport de 2007, publié par le Center Against Racism, a également constaté que l'hostilité envers les Arabes était en augmentation. Parmi ses conclusions, il a rapporté que 75 % des Juifs israéliens désapprouvaient le fait que des Arabes et des Juifs partagent des immeubles résidentiels ; plus de la moitié des Juifs ne souhaiteraient pas avoir un patron arabe et considéraient que se marier avec un Arabe revenait à "commettre une trahison nationale" ; 55 % de l'échantillon estimaient que les Arabes devraient être séparés des Juifs dans les lieux de divertissement. La moitié des personnes interrogées souhaitaient que le gouvernement israélien encourage les Arabes israéliens à émigrer. Environ 40 % pensaient que les citoyens arabes devraient perdre leur droit de vote.
Un sondage de mars 2010 mené par l'Université de Tel Aviv a révélé que 49,5 % des élèves israéliens juifs du secondaire estiment que les Arabes israéliens ne devraient pas avoir les mêmes droits que les Juifs en Israël. De plus, 56 % pensent que les Arabes ne devraient pas être éligibles à la Knesset, le parlement israélien.
Un sondage d'octobre 2010 réalisé par l'agence de sondage Dahaf a révélé que 36 % des Juifs israéliens étaient favorables à la suppression des droits de vote pour les non-Juifs. Dans des sondages récents (de 2003 à 2009), entre 42 % et 56 % des Israéliens ont déclaré être d'accord avec l'affirmation selon laquelle "les Arabes israéliens souffrent de discrimination par rapport aux citoyens juifs" ; 80 % des Arabes israéliens étaient d'accord avec cette déclaration en 2009.
Un sondage de 2012 a révélé un large soutien parmi les Juifs israéliens en faveur de la discrimination à l'encontre des Arabes israéliens.
En novembre 2014, après que deux Arabes de Jérusalem-Est aient perpétré un massacre dans une synagogue de Jérusalem en utilisant des haches, des couteaux et une arme à feu, le maire d'Ashkelon, Itamar Shimoni, annonça qu'il prévoyait de licencier les ouvriers municipaux arabes. Son action provoqua une vague de protestations de la part des politiciens, ainsi que du Premier ministre et du président. La police d'Ashkelon déclara qu'elle ignorerait la directive de Shimoni et "obéirait à la loi". Le maire de Jérusalem, Nir Barkat, déclara : "Nous ne pouvons pas discriminer les Arabes", et ajouta : "Je ne peux m'empêcher de penser à où nous étions il y a 70 ans en Europe. Nous ne pouvons pas généraliser comme ils l'ont fait pour les Juifs. Ici à Jérusalem, nous avons des dizaines de milliers de travailleurs arabes. Nous devons faire une distinction claire.". Le Premier ministre israélien Benjamin Netanyahu affirma : "Nous ne devons pas discriminer un public entier à cause d'une petite minorité violente et militante." Le ministre du Renseignement, Yuval Steinitz, déclara qu'il était "triste que les relations entre Juifs et Arabes souffrent à cause de quelques terroristes jihadistes fanatiques." Il ajouta que, d'une part, "on peut comprendre la peur des parents d'enfants de maternelle, qui ont peur qu'un jour quelqu'un prenne un couteau, comme cela s'est passé dans la synagogue de Jérusalem, crie 'Allah Akhbar' et commence à attaquer." D'autre part, il précisa : "C'est quelque chose qui doit être géré tout en préservant les bonnes relations générales entre Juifs et Arabes.". Malgré la condamnation presque universelle du plan de Shimoni par les politiciens israéliens, un sondage de la chaîne 10 montra que 58 % des Israéliens soutenaient cette pratique discriminatoire, 32 % n'y approuvaient pas et 10 % ne savaient pas. Finalement, le maire revint sur sa décision. Yehiel Lasri, maire de la ville voisine d'Ashdod, aurait ciblé les ouvriers arabes pour des contrôles de sécurité supplémentaires.

#### Dans les médias
Certains auteurs, tels que David Hirsi et Ayala Emmet, ont critiqué les médias israéliens pour leur représentation négative des Arabes,. Les médias israéliens ont été décrits comme "racistes" dans leur représentation des Arabes israéliens et des Palestiniens par l'Arabe israélienne Nabilia Espanioly.

#### Système éducatif

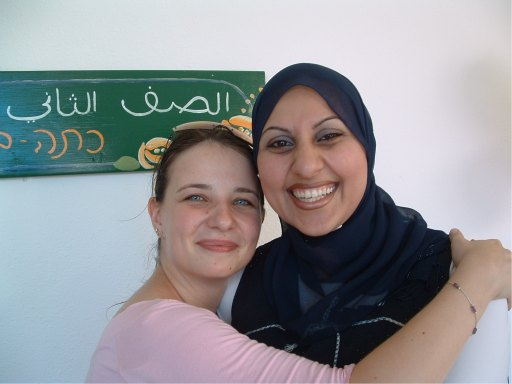
Des enseignantes juive et arabe de Hand in Hand, un réseau d'écoles bilingues qui vise à promouvoir la coexistence entre les populations arabes et juives d'Israël.

Israël est signataire de la Convention contre la discrimination dans l'éducation et l'a ratifiée en 1961. La convention a le statut de loi devant les tribunaux israéliens. La loi sur les droits des élèves de 2000 interdit la discrimination des étudiants pour des raisons sectaires dans l'admission ou l'expulsion des institutions éducatives, ainsi que dans l'établissement de programmes éducatifs distincts ou l'organisation de classes séparées au sein de la même institution éducative.
Selon un rapport de Human Rights Watch de 2001, les systèmes scolaires israéliens pour les enfants arabes et juifs sont séparés et présentent des conditions inégales au détriment des enfants arabes, qui représentent un quart de tous les élèves. La loi israélienne n'interdit pas aux parents arabes palestiniens d'inscrire leurs enfants dans des écoles juives, mais en pratique, très peu de parents arabes palestiniens le font,.Le rapport a déclaré que "Les écoles arabes gérées par l'État sont complètement distinctes des écoles juives gérées par l'État. À presque tous les égards, les enfants arabes palestiniens reçoivent une éducation inférieure à celle des enfants juifs, et leurs performances scolaires relativement faibles en sont le reflet,, En 1999, dans une tentative de réduire l'écart entre les secteurs éducatifs arabes et juifs, le ministre israélien de l'Éducation annonça une politique d'action affirmative qui promettait que les Arabes recevraient 25 % du budget éducatif, un financement proportionnellement plus important que leur 18 % de la population, et soutenait la création d'un collège universitaire arabe.
Une étude réalisée en 2009 par l'École d'éducation de l'Université hébraïque a démontré que le budget du ministère israélien de l'Éducation destiné à l'aide spéciale aux étudiants issus de milieux socio-économiques défavorisés était « sévèrement » discriminatoire à l'égard des Arabes. L’étude a révélé que, parce qu’il y avait plus d’étudiants arabes dans le besoin, mais moins d’étudiants arabes dans l’ensemble, les étudiants juifs dans le besoin en matière d’éducation reçoivent entre 3,8 et 6,9 fois plus de financement que les étudiants arabes tout aussi nécessiteux. Le ministère de l'Éducation a déclaré en réponse au rapport qu'une décision avait déjà été prise d'abandonner cette méthode d'attribution. Le Comité de suivi de l'éducation arabe note que le gouvernement israélien dépense en moyenne 192 dollars par an pour chaque étudiant arabe, contre 1 100 dollars par étudiant juif. Le taux d'abandon scolaire des citoyens arabes d'Israël est deux fois plus élevé que celui de leurs homologues juifs (12 % contre 6 %). Le même groupe note également qu'il manque 5 000 salles de classe dans le secteur arabe. 
Un rapport de 2007 du Comité des Nations Unies pour l'élimination de la discrimination raciale a noté que des secteurs distincts sont maintenus pour l'éducation juive et arabe. Il a recommandé qu'Israël évalue dans quelle mesure le maintien de secteurs arabes et juifs séparés « peut équivaloir à une ségrégation raciale », et que les communautés et écoles mixtes arabo-juives ainsi que l'éducation interculturelle soient encouragées. Dans un rapport de 2008, Israël a répondu que les parents ont le droit d'inscrire leurs enfants dans l'établissement éducatif de leur choix, que la langue parlée soit l'hébreu, l'arabe ou bilingue. Il a également noté qu'Israël promeut une variété de programmes promouvant la coopération interculturelle, la tolérance et la compréhension,
Dans son ouvrage La Palestine dans les manuels scolaires israéliens : idéologie et propagande dans l'éducation, Nurit Peled-Elhanan, professeur de langue et d'éducation à l'Université hébraïque de Jérusalem, qualifie de raciste la représentation des Arabes dans les manuels scolaires israéliens. Elle affirme que leur seule représentation est celle de « réfugiés, agriculteurs primitifs et terroristes », affirmant que dans « des centaines et des centaines » de livres, aucune photographie ne représente un Arabe comme une « personne normale ». Arnon Groiss, du Centre de surveillance de l'impact de la paix, a critiqué ces conclusions. Après avoir examiné les mêmes livres examinés par Peled-Ehanan, Groiss a conclu que « l'affirmation de Peled-Ehanan sur ce point est clairement fausse… Cette approche fortement politisée et donc biaisée déforme le matériel pour produire une image à son goût. » Groiss a en outre critiqué le travail de Peled-Elhanan pour avoir élargi la définition du racisme pour inclure des cas que les chercheurs qualifieraient normalement d'ethnocentrisme.
Le Fonds national juif est une organisation privée créée en 1901 pour acheter et développer des terres en Terre d'Israël à des fins d'implantation juive ; les achats de terres étaient financés par des dons de la communauté juive mondiale exclusivement à cette fin.
Des discriminations ont été dénoncées concernant la propriété et la location de terres en Israël, car environ 13 % des terres israéliennes, détenues par le Fonds national juif, sont réservées à la propriété et à la location juives, et les Arabes ne peuvent pas acheter ou louer ces terres.
Au début des années 2000, plusieurs colonies communautaires du Néguev et de Galilée ont été accusées d’empêcher les candidats arabes de s’installer. En 2010, la Knesset a adopté une loi autorisant les comités d'admission à fonctionner dans les petites communautés de Galilée et du Néguev, tout en interdisant explicitement aux comités d'exclure des candidats sur la base de la race, de la religion, du sexe, de l'origine ethnique, du handicap, du statut personnel, de l'âge, la parentalité, l'orientation sexuelle, le pays d'origine, les opinions politiques ou l'affiliation politique,. Les critiques affirment cependant que la loi donne aux comités d’admission privés une grande latitude sur les terres publiques et estiment qu’elle aggravera la discrimination à l’égard de la minorité arabe.

#### Sionisme

##### Polémique sur la loi du retour
Certains critiques ont qualifié de raciste la loi du retour, qui permet à tous les Juifs et aux personnes d'origine juive d'immigrer en Israël, dans la mesure où les réfugiés palestiniens ne sont pas éligibles à la citoyenneté. Les Palestiniens et les défenseurs des droits des réfugiés palestiniens critiquent la loi du retour, qu'ils comparent à la revendication palestinienne d'un droit au retour. Ces critiques considèrent la loi, par rapport au déni du droit au retour des réfugiés palestiniens, comme offensante et comme une discrimination ethnique institutionnalisée.
Les partisans de la loi soutiennent qu'elle est conforme à l'article I (3) de la Convention sur l'élimination de toutes les formes de discrimination raciale qui autorise un traitement préférentiel pour certains groupes à des fins d'immigration, à condition qu'il n'y ait pas de discrimination contre une nationalité spécifique,,.
En outre, les partisans de la loi soulignent qu’outre Israël, plusieurs autres pays accordent des privilèges d’immigration aux personnes ayant des liens ethniques avec ces pays. Les exemples incluent l'Allemagne, la Serbie, la Grèce, le Japon, la Turquie, l'Irlande, la Russie, l'Italie, l'Espagne, le Chili, la Pologne et la Finlande (Voir les lois sur le droit au retour et le rapatriement .) Certains partisans ont noté que la décision de Venise La Commission a reconnu que les relations entre les minorités ethniques et leurs États parents étaient légitimes, voire souhaitables, et la préférence en matière d'immigration et de naturalisation est mentionnée comme exemple de préférence légitime.
En réponse aux critiques arabes sur la loi israélienne du retour comme discriminatoire lors d'un débat sur une résolution des Nations Unies en 1975, les Israéliens ont fait valoir que les Israéliens palestiniens n'étaient soumis à aucune discrimination juridique.
En 2010, le cabinet israélien a proposé un amendement à la loi sur la citoyenneté exigeant que tous les futurs non- juifs demandant la citoyenneté israélienne jurent fidélité à Israël en tant qu'État juif et démocratique . La proposition a rencontré de vives critiques, y compris des accusations de racisme, et a ensuite été modifiée pour rendre le serment de loyauté universel aux citoyens naturalisés juifs et non juifs. Même sous cette nouvelle forme, le projet de loi n’a pas été adopté faute de soutien majoritaire au parlement israélien,,,,.

#### Mariage
La loi israélienne sur la citoyenneté et l'entrée en Israël interdit l'immigration par regroupement familial aux couples d'un citoyen israélien et d'un résident palestinien des territoires occupés par Israël . Amnesty International affirme que cela affecte principalement les Arabes,. La loi a été condamnée par Amnesty International comme étant une « discrimination raciale ». Le gouvernement affirme que la loi vise à prévenir les attaques terroristes. Certains dirigeants du parti Kadima soutiennent la loi afin de préserver le caractère juif de l'État. Mishael Cheshin, l'un des juges de la Cour suprême qui a fait respecter la loi, a écrit qu'« en temps de guerre, l'État pouvait empêcher l'entrée de sujets ennemis sur son territoire, même s'ils étaient mariés à des citoyens de l'État ».
Un porte-parole catholique de haut rang, le père Pierbattista Pizzaballa, gardien de Terre Sainte, a affirmé que le manque d'action policière et une culture éducative dans laquelle les élèves juifs sont encouragés à agir avec « mépris » envers les chrétiens ont eu pour résultat une vie de plus en plus difficile. « intolérable » pour de nombreux chrétiens. En 2012, des extrémistes pro-colons ont attaqué un monastère trappiste dans la ville de Latroun, couvrant les murs de graffitis antichrétiens dénonçant le Christ comme un « singe », et le monastère de la Croix du XIe siècle a été barbouillé de slogans offensants tels que « Mort aux chrétiens ». ". Selon un article du Daily Telegraph, les dirigeants chrétiens estiment que le problème le plus important qu'Israël n'a pas réussi à résoudre est la pratique de certaines écoles juives ultra-orthodoxes d'enseigner aux enfants que c'est une obligation religieuse d'abuser de quiconque dans l'Ordre sacré qu'ils rencontrent. en public, "à tel point que les Juifs ultra-orthodoxes, y compris des enfants âgés d'à peine huit ans, crachent quotidiennement sur les membres du clergé". Les incidents de crachats sur des ecclésiastiques chrétiens à Jérusalem sont courants depuis les années 1990,. Se prononçant sur le cas d'un prêtre grec orthodoxe qui avait frappé un étudiant de yeshiva qui avait craché près de lui en 2011, un magistrat de Jérusalem a écrit : « Jour après jour, des ecclésiastiques subissent des crachats de la part de membres de ces groupes marginaux – un phénomène destiné à traiter les autres religions avec indifférence. mépris. ... Les autorités ne sont pas en mesure d'éradiquer ce phénomène et elles n'attrapent pas les cracheurs, même si ce phénomène dure depuis des années.

#### Incidents
En 1994, un colon juif de Cisjordanie et partisan du parti Kach, Baruch Goldstein, a massacré 29 fidèles musulmans palestiniens au Caveau des Patriarches à Hébron,. Lors de ses funérailles, un rabbin a déclaré que même un million d'Arabes ne « valent pas un ongle juif »,,. Goldstein a été immédiatement « dénoncé avec une horreur choquée, même par les orthodoxes traditionnels », et beaucoup en Israël ont classé Goldstein comme fou. Le gouvernement israélien a condamné le massacre et rendu le Kach illégal. L'armée israélienne a tué neuf autres Palestiniens lors des émeutes qui ont suivi le massacre, et le gouvernement israélien a sévèrement restreint la liberté de mouvement des Palestiniens à Hébron, tout en laissant les colons et les touristes étrangers se déplacer librement, bien qu'Israël ait également interdit certains Les colons israéliens ont été empêchés d'entrer dans les villes palestiniennes et ont exigé qu'ils rendent leurs fusils fournis par l'armée. La tombe de Goldstein est devenue un lieu de pèlerinage pour les extrémistes juifs.

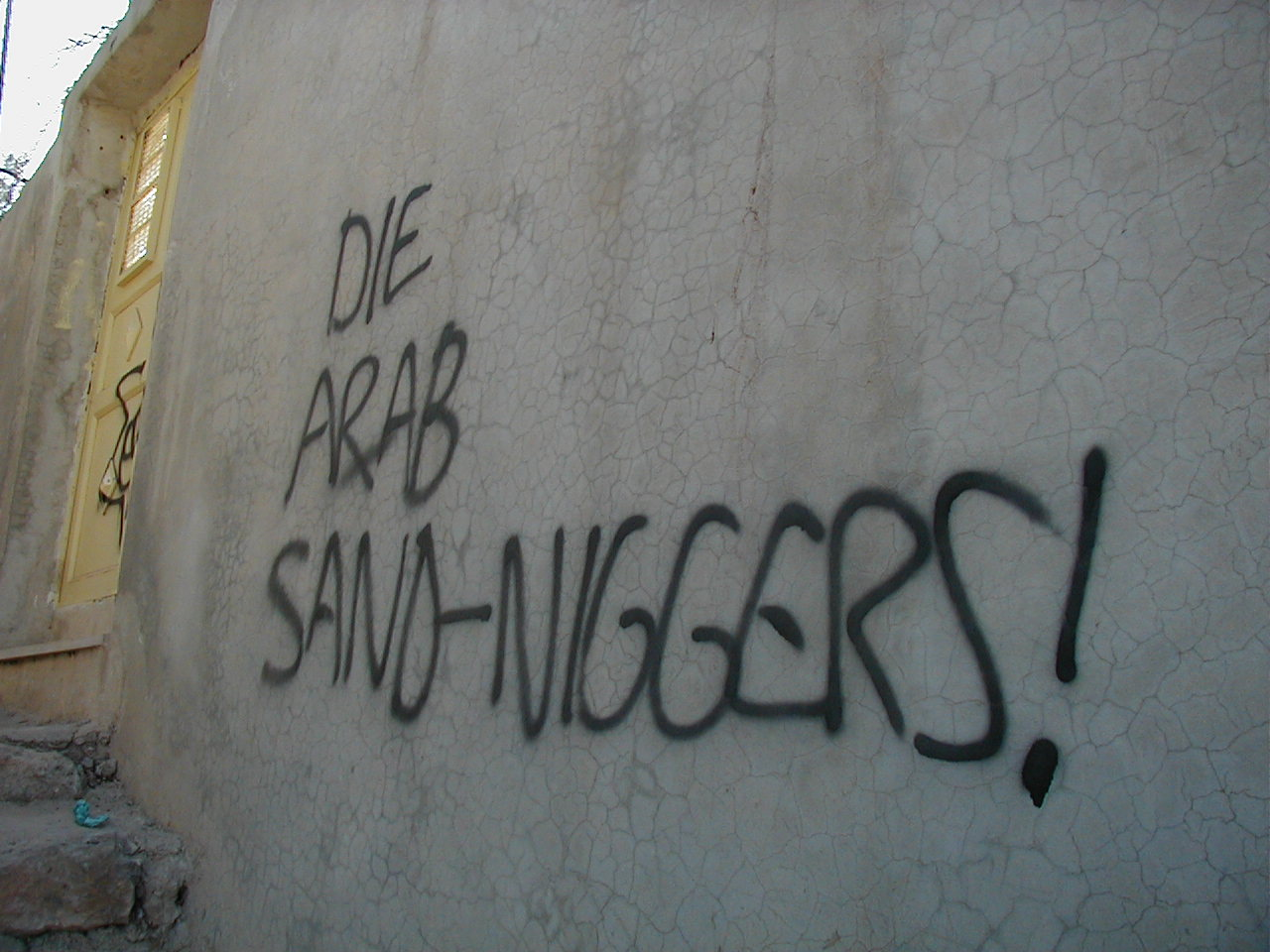
Graffiti indiquant "Die Arab Sand-Niggers!" aurait été pulvérisé par des colons sur une maison à Hébron.

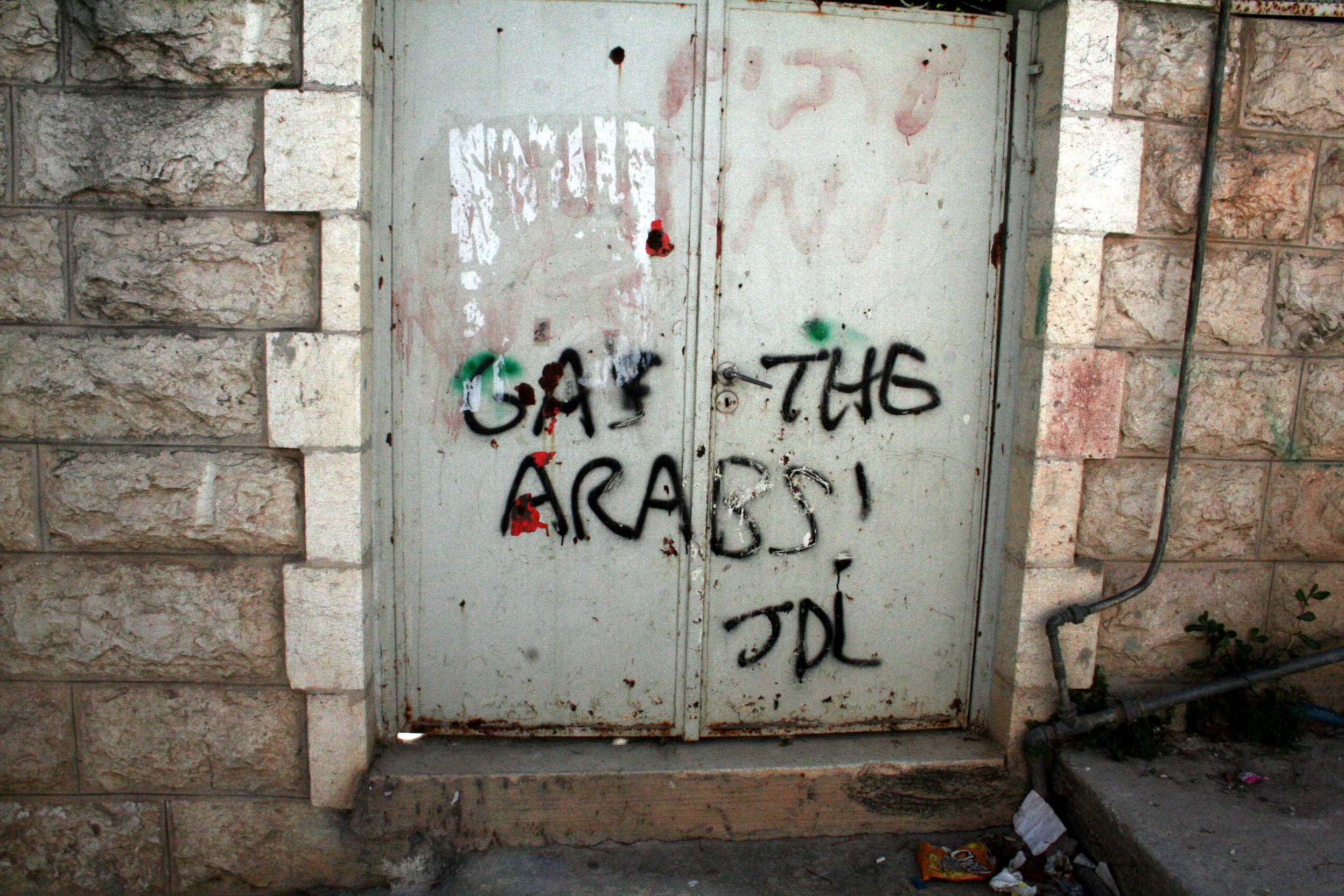
Des graffitis indiquant « Gazez les Arabes ! JDL » auraient été pulvérisés par des colons sur l'école de filles de Qurtuba à Hébron,

Le Centre de défense des citoyens arabes Mossawa en Israël a signalé une multiplication par dix des incidents racistes contre les Arabes en 2008. Jérusalem a signalé le plus grand nombre d'incidents racistes contre les Arabes. Le rapport accuse les dirigeants israéliens d'être responsables de la violence, affirmant que « ces attaques ne sont pas le fruit du destin, mais le résultat direct de l'incitation contre les citoyens arabes de ce pays par des responsables religieux, publics et élus ». Les Bédouins affirment être confrontés à une discrimination systémique et ont soumis un contre-rapport aux Nations Unies qui conteste le rapport officiel du gouvernement israélien. Ils affirment qu’ils ne sont pas traités comme des citoyens égaux en Israël et que les villes bédouines ne bénéficient pas du même niveau de services ou de terres que les villes juives de même taille, et qu’ils ne bénéficient pas d’un accès équitable à l’eau. La ville de Beer Sheva a refusé de reconnaître un lieu saint bédouin, malgré une recommandation de la Haute Cour.
Fin 2010, le nombre d’incidents racistes contre les Arabes a augmenté. Les événements ont été décrits par le ministre israélien de la Défense, Ehud Barak, comme une « vague de racisme ». Les plus notables ont eu lieu le 20 décembre 2010, lorsqu'un groupe de cinq Arabes ont été chassés d'un appartement à Tel Aviv après que leur propriétaire ait été menacée d'incendier sa maison si elle continuait à louer à des Arabes, et sur Le 21 décembre 2010, lorsqu'un gang de jeunes juifs a été arrêté à Jérusalem après avoir commis de nombreuses attaques contre des Arabes. Une jeune fille de 14 ans attirait des hommes arabes vers le Parc de l'Indépendance, où ils étaient attaqués à coups de pierres et de bouteilles et roués de coups. Les adolescents ont avoué leurs motivations nationalistes. Le 31 octobre 2010, une foule juive s'est rassemblée devant une résidence d'étudiants arabes à Safed, a scandé « Mort aux Arabes », a lancé des pierres et des bouteilles sur le bâtiment, brisant des vitres et a tiré sur le bâtiment avant de le démonter.
En mai 2011, deux gardes-frontières israéliens ont été accusés de violences physiques contre un mineur arabe qui portait des pétards. Les faits se sont produits en mars 2010. Le jeune a été frappé, jeté au sol, frappé à coups de pied et a reçu des menaces de mort de la part des policiers. Dans un poste de police, l'homme de 17 ans a été trompé par une policière en lui faisant croire qu'il allait mourir. Après avoir fait mettre le prisonnier à genoux, elle aurait pointé son pistolet sur lui à bout portant. Il n’était pas chargé, mais le mineur ne le savait pas car ses yeux étaient couverts. Selon les accusations, elle a compté jusqu'à 10, l'adolescent la suppliant de ne pas le tuer. Elle aurait appuyé sur la gâchette en criant « Mort aux Arabes ». Elle a ensuite été condamnée à 3 mois de prison.
En mars 2012, deux hommes arabes de Beit Zarzir ont avoué, après avoir été arrêtés, avoir endommagé une école locale pour étudiants arabes et juifs. Ils ont reconnu leur responsabilité pour avoir inscrit sur le mur de l'école "Mort aux Arabes". L'école a été taguée à deux reprises en février avec les slogans « Prix à payer », « Mort aux Arabes » et « Holocauste aux Arabes »,,,.

### Racisme intra-juif: racisme entre juifs
Les Juifs ashkénazes d'Israël ont été décrits comme se considérant comme supérieurs aux Juifs non ashkénazes. Ils sont accusés de maintenir une position d'élite dans la société israélienne,, certains décrivant les attitudes des Ashkénazes comme racistes ou comme étant une manifestation de racisme.
D'autres autorités décrivent la discrimination exercée par les Ashkénazes comme étant fondée sur la classe sociale et non sur la race[réf. nécessaire]. Par exemple, les différences entre les Juifs séfarades et mizrahi (Africains du Nord, Moyen-Orientaux, Yéménites, etc.) sont appelées différences communautaires Adatiyut,, (résultant également de certaines coutumes traditionnelles). lacunes).
Certaines sources affirment que les informations faisant état de discrimination intra-juive en Israël proviennent d'une propagande publiée par des sources arabes qui ignore la normalité et l'harmonie entre les communautés,.
La société israélienne en général – et les Juifs ashkénazes en particulier – ont été décrites comme ayant des attitudes discriminatoires à l’égard des Juifs d’origine moyen-orientale et nord-africaine, connus sous le nom de Juifs Mizrahi, Juifs sépharades et Juifs orientaux. Divers critiques Mizrahi de la politique israélienne ont cité « les mauvais traitements passés, y compris les maabarot, les villes de tentes sordides dans lesquelles les Mizrahim ont été placés à leur arrivée en Israël ; aspergé leur corps avec le pesticide DDT ; la sécularisation forcée de l'élite socialiste ; la destruction de la structure familiale traditionnelle et le statut réduit du patriarche par des années de pauvreté et de chômage sporadique » comme exemples de mauvais traitements. En septembre 1997, le chef du Parti travailliste israélien Ehud Barak a présenté des excuses très médiatisées aux Juifs orientaux à Netivot en déclarant :
Nous devons admettre que le tissu interne de la vie communautaire était déchiré. En effet, il arrive parfois que le tissu intime de la vie familiale soit déchiré. De nombreuses souffrances ont été infligées aux immigrants et ces souffrances sont restées gravées dans leur cœur, ainsi que dans celui de leurs enfants et petits-enfants. Il n'y avait aucune méchanceté de la part de ceux qui emmenaient les immigrants ici – au contraire, il y avait beaucoup de bonne volonté – mais la douleur était néanmoins infligée. En reconnaissance de ces souffrances et de cette douleur, et par identification avec les victimes et leurs descendants, je demande pardon en mon propre nom et au nom du mouvement travailliste historique.

#### Enfants Teimani (Juifs yéménites)

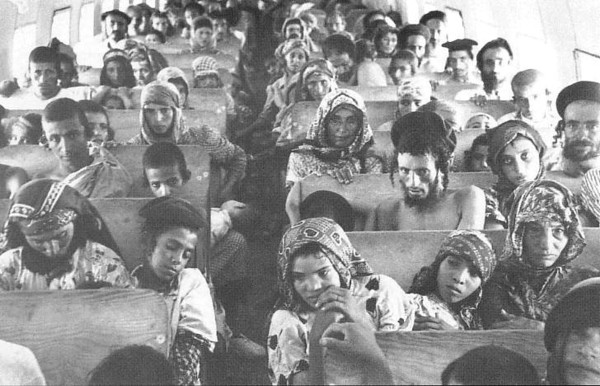
Juifs yéménites en route d’Aden vers Israël, lors de l’opération Magic Carpet

Dans les années 1950, 1 033  enfants de familles immigrées yéménites ont disparu. Dans la plupart des cas, les parents affirment qu'on leur a dit que leurs enfants étaient malades et devaient être hospitalisés. Lors d'une visite ultérieure à l'hôpital, les parents auraient été informés que leurs enfants étaient décédés, même si aucun corps n'avait été présenté et que des tombes, qui se sont par la suite révélées vides dans de nombreux cas, auraient été montrées aux parents. Ceux qui croient à cette théorie affirment que le gouvernement israélien ainsi que d’autres organisations en Israël ont kidnappé les enfants et les ont donnés en adoption. Des Juifs israéliens laïcs d'origine européenne ont été accusés de collaborer à la disparition de bébés de Juifs yéménites et des motivations antireligieuses et une coercition antireligieuse ont été alléguées,,,,,. Certains sont allés plus loin en accusant les autorités israéliennes de conspirer pour kidnapper les enfants yéménites pour des motifs « racistes ».
En 2001, une commission d'enquête publique menée pendant sept ans a conclu que les accusations selon lesquelles des enfants yéménites avaient été kidnappés n'étaient pas fondées. La commission a rejeté sans équivoque les allégations d'un complot visant à retirer les enfants des immigrants yéménites. Le rapport a déterminé qu'il existe des documents pour 972 des 1 033 enfants disparus. Cinq autres bébés disparus se sont révélés vivants. La commission n'a pas pu découvrir ce qui s'est passé dans 56 autres cas. Concernant ces 56 cas non résolus, la commission a jugé « possible » que les enfants aient été remis en adoption suite à des décisions prises par des travailleurs sociaux locaux individuels, mais pas dans le cadre d'une politique officielle.
En 1962, les autorités israéliennes ont été accusées par des articles de la presse indienne de racisme à l'égard des Juifs d'ascendance indienne (appelés Bene Israel ),. Dans l'affaire qui a suscité la controverse, le grand rabbin d'Israël a statué qu'avant d'enregistrer un mariage entre des juifs indiens et des juifs n'appartenant pas à cette communauté, le rabbin chargé de l'enregistrement devait enquêter sur la lignée du demandeur indien pour une éventuelle ascendance non juive, et en En cas de doute, exiger du demandeur qu'il effectue une conversion ou une immersion,. La discrimination alléguée pourrait en réalité être liée au fait que certaines autorités religieuses estiment que les Bene Israel ne sont pas entièrement juifs en raison des mariages mixtes intervenus au cours de leur longue séparation.

#### Beta Israel (Juifs éthiopiens)

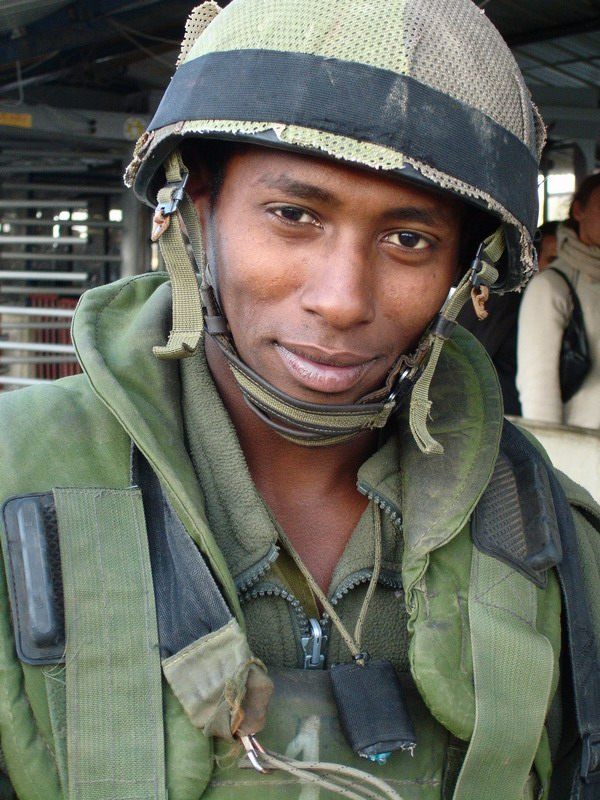
Soldat israélien éthiopien

La quasi-totalité de la communauté éthiopienne Beta Israel, une communauté de juifs noirs, réside en Israël. Le gouvernement israélien a organisé des opérations de sauvetage, notamment lors de l'Opération Moïse (1984) et de l'Opération Salomon (1991), pour leur migration lorsque la guerre civile et la famine menaçaient les populations éthiopiennes,. Aujourd'hui, 81 000 Israéliens sont nés en Éthiopie, tandis que 38 500, soit 32 % de la communauté, sont des Israéliens nés dans le pays.
Selon le sociologue Uzi Rebhun, il s’agit d’une tentative ambitieuse de nier l’importance de la race. Les autorités israéliennes, conscientes de la situation de la plupart des communautés de la diaspora africaine dans d’autres pays occidentaux, ont organisé des programmes pour éviter de s’installer dans des schémas de discrimination. Les difficultés internes de la communauté juive éthiopienne ont été compliquées par les attitudes racistes de certains éléments de la société israélienne et de l'establishment officiel. Le racisme a souvent été cité pour expliquer les politiques et les programmes qui n’ont pas répondu aux attentes. Des cas de racisme ont été allégués concernant les retards dans l'admission des Juifs éthiopiens en Israël en vertu de la loi du retour. Les retards dans l'admission des Éthiopiens peuvent être attribués à des motivations religieuses plutôt qu'au racisme, puisqu'il y a eu un débat sur la question de savoir si les Juifs Falasha ( Beta Israel ) étaient juifs ou non,.
Le racisme a également été allégué en 2009, dans une affaire dans laquelle des écoliers d'origine éthiopienne se sont vu refuser l'admission dans trois écoles religieuses semi-privées de la ville de Petah Tikva. Un responsable du gouvernement israélien a critiqué la municipalité de Petah Tikva et les écoles semi-privées Haredi, déclarant : « Cela ne concerne pas seulement les trois écoles qui, depuis longtemps, trompent l'ensemble du système éducatif. Depuis des années, le racisme s'est développé ici sans se laisser décourager. » . Le chef spirituel du Shas, Ovadia Yosef, a menacé de licencier tout directeur d'école du système scolaire du Shas qui refuserait de recevoir des étudiants éthiopiens. Le ministère israélien de l'Éducation a décidé de retirer le financement des écoles Lamerhav, Da'at Mevinim et Darkhei Noam, les trois institutions semi-privées qui ont refusé d'accepter les étudiants. Le Premier ministre israélien Benjamin Netanyahu s'est prononcé contre le rejet des enfants éthiopiens, le qualifiant d'« attaque terroriste morale »,.
Lorsque les Éthiopiens ont protesté contre le refus des dons de sang de leur communauté, Harry Wall, le directeur israélien de la Ligue anti-diffamation, a déclaré que c'était le résultat de la forte incidence du VIH chez les Africains, et non du racisme : « Quelles que soient les erreurs d'Israël envers ses citoyens éthiopiens, Communauté juive, la cause n’est pas le racisme. » Il explique que « ce qui cause la détresse est l'ineptie bureaucratique et le fossé culturel entre une communauté traditionnelle et une nation moderne, technologiquement avancée et hautement compétitive ».

#### Les sondages
Un sondage PEW de 2009, qui a inclus 527 Arabes israéliens interrogés, a montré que 35 % des Arabes israéliens ont déclaré que leur opinion des Juifs était défavorable, tandis que 56 % ont déclaré que leur opinion était favorable (les chiffres parmi les Juifs israéliens sur leur attitude envers eux-mêmes étaient favorables à 94 %. ; 6% défavorable).

#### Israélites hébreux noirs

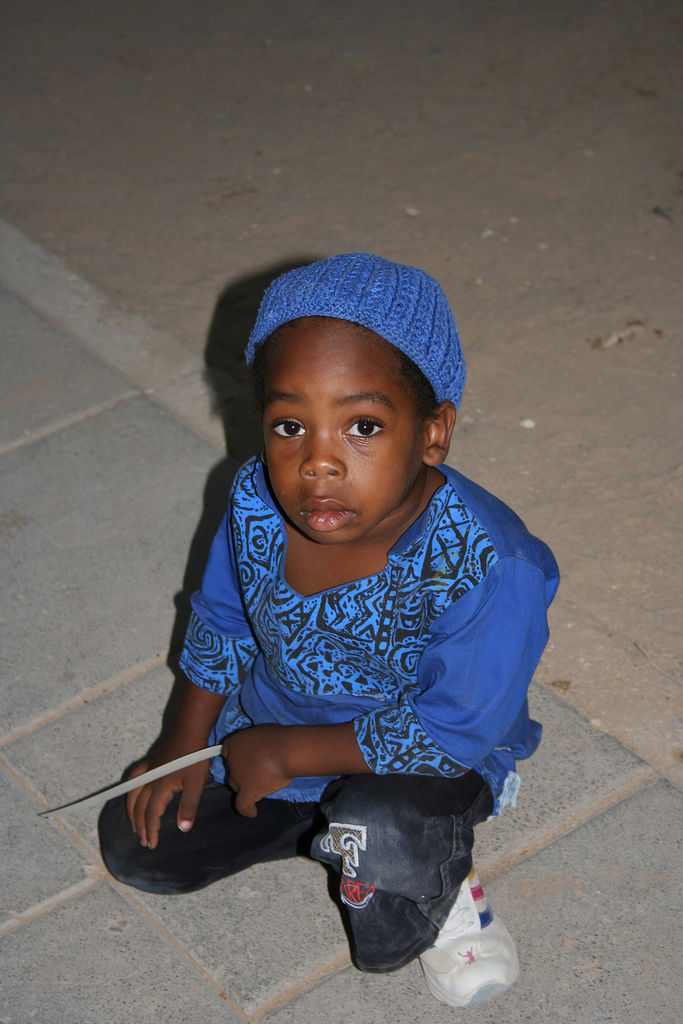
Un enfant de la communauté israélite noire hébraïque, à Dimona, septembre 2005.

Les Israélites noirs hébreux sont des groupes de personnes principalement d'ascendance afro-américaine qui croient être les descendants des anciens Israélites. Ils ne sont généralement pas acceptés comme juifs par la grande communauté juive. Beaucoup choisissent de s’identifier comme Israélites hébreux ou Hébreux noirs plutôt que comme Juifs,,,.
Lorsque les premiers Hébreux noirs sont arrivés en Israël en 1969, ils ont revendiqué la citoyenneté en vertu de la Loi du Retour, qui donne aux Juifs éligibles la citoyenneté immédiate. Le gouvernement israélien a statué en 1973 que le groupe n’était pas éligible à la citoyenneté automatique, et les Hébreux noirs se sont vu refuser les permis de travail et les prestations de l’État. Le groupe a répondu en accusant le gouvernement israélien de discrimination raciste,.
En 1981, un groupe de militants américains des droits civiques dirigé par Bayard Rustin a enquêté et a conclu que le racisme n'était pas la cause de la situation des Black Hebrews. En 1990, les législateurs de l’Illinois ont aidé à négocier un accord qui a résolu le statut juridique des Black Hebrews en Israël. Les membres du groupe sont autorisés à travailler et ont accès au logement et aux services sociaux. En 2003, l’accord a été révisé et les Black Hebrews ont obtenu le statut de résident permanent,.
Dans son essai de 1992 « Blacks and Jewish: The Uncivil War », l'historien Taylor Branch a écrit que les Hébreux noirs se sont vu initialement refuser la citoyenneté en raison du sentiment anti-noir parmi les Juifs israéliens (selon les principales autorités religieuses juives, les membres du groupe Black Hebrew Israelite sont pas juif),. Selon l’historien Seth Forman, les affirmations selon lesquelles les Israélites noirs hébreux se sont vu refuser la citoyenneté parce qu’ils étaient noirs semblent sans fondement, en particulier à la lumière du pont aérien israélien vers des milliers de Juifs noirs éthiopiens au début des années 1990.

## Rapports sur le racisme en Israël
- Rapports annuels d'Amnesty International sur Israël – rapport 2013, rapport 2012, rapport 2011, rapport 2010, rapport 2009 , rapport 2008, rapport 2007.
- Rapports annuels de l'Association pour les droits civiques en Israël (ACRI) – rapport 2014, rapport 2013, rapport 2012, rapport 2011, rapport 2009, rapport 2008, rapport 2007
- Rapports annuels du Département d'État des États-Unis sur les droits de l'homme en Israël – rapport 2014, rapport 2013  rapport 2012, rapport 2011, rapport 2010, rapport 2009 , rapport 2008, rapport 2007, rapport 2006, rapport 2005, rapport 2004.
- CERD des Nations Unies – Rapport CERD 2007, version non éditée du rapport 2007
- Commission Or – Le résumé officiel du rapport de la Commission Or "

## Voir également
- Sentiment anti-palestinien
- Critique d'Israël
- Droits de l'homme en Israël
- Israël et l'apartheid
- Violence des colons israéliens
- Le néonazisme en Israël
- Le racisme dans les territoires palestiniens
- Le racisme dans les communautés juives
- La laïcité en Israël
- Torat Hamelekh